# کشترت
کشترت (به آلمانی: Kestert) یک شهر در آلمان است که در Verbandsgemeinde Loreley واقع شده‌است. کشترت ۶۷۶ نفر جمعیت دارد.